# Chastity (film 1969)
Chastity è un film statunitense del 1969 diretto da Alessio de Paola, con Cher.

## Trama
Road movie improntato sulla figura di Cher nel suo primo film drammatico da solista, racconta le avventure di Chastity ('Castità'), una giovane hippie solitaria che fa l'autostop per tutta l'America nella speranza di trovare qualcuno da amare e che le faccia dimenticare il suo passato macchiato da abusi sessuali.
Un giorno incontra Andre (Stephen Whittaker) con cui passa una notte d'amore ma, appena capisce che il giovane si sta legando troppo fugge in Messico, dove inizia a lavorare in un bordello, facendo amicizia con la proprietaria lesbica (Barbara London).
Chastity è alla ricerca di una figura materna nella donna, ma questa nutre sentimenti diversi. Si rende conto ben presto che questa non è la vita per lei e decide di tornare da Andre e cercare di iniziare una nuova vita con lui. Le cose vanno bene, ma non per molto, a causa dell'ingombrante passato di Chastity che la convincerà a non lasciarsi mai amare da nessuno.
Scritto e prodotto dall'allora marito di Cher, Sonny Bono, fu studiato come tentativo di lanciare la star al cinema, ma il film fu un insuccesso tale da convincerla a non recitare in film per più di un decennio.